# Oban (voilier)
Pour les articles homonymes, voir Oban.
Le Oban est une goélette à coque acier, battant pavillon néerlandais. Son port d'attache actuel est Kampen aux Pays-Bas.

## Histoire
IL a été construit en Allemagne, en 1903, au chantier naval Cassens Werft. Il a été lancé comme bateau de pêche harenguier néerlandais sous le nom de Marie (AE95).

En 1930, il est vendu au Danemark et navigue dans les îles danoises et en Suède sous le nom de Ruth. En 1970, il prend le nom de Sea Explorer.

En 1981, il est racheté aux Pays-Bas et subit une rénovation de 4 ans. Depuis 1985, il navigue en voilier-charter, en mer baltique et en mer du nord sous le nom d'Elektra. Il possède 7 cabines pour 24 passagers en croisière.

En 1999, il est racheté par Jolanda et Olaf Broekstra et prend le nom de Oban.
Il a participé au Hanse Sail de Rostock et autre rassemblement maritime : Brest 2004 et Les Tonnerres de Brest 2012.